# Bunisari (Cigugur)
Bunisari is een bestuurslaag in het regentschap Ciamis van de provincie West-Java, Indonesië. Bunisari telt 3188 inwoners (volkstelling 2010).